# Paul Fenton
Ne doit pas être confondu avec Paul Fenton (hockey sur glace).
Pour les articles homonymes, voir Fenton.
Paul B. Fenton, né en 1951 à Londres, est un orientaliste hébraïsant et arabisant contemporain, professeur au Département d’Études arabes et hébraïques de l’université de Paris-Sorbonne.
Il est spécialiste des rapports entre l'islam et le judaïsme, en particulier dans les domaines de la philosophie, la mystique et la musique, notamment à travers les liens entre la kabbale et le soufisme. Il est également considéré comme une autorité sur Maïmonide et dans le domaine des manuscrits de la guéniza du Caire. Parmi ses découvertes majeures, on compte une responsa inconnue de Maimonide ainsi que la tombe du faux messie juif Sabbatai Tsvi.

## Biographie
Cette section ne s'appuie pas, ou pas assez, sur des sources secondaires ou tertiaires indépendantes du sujet. Le texte peut contenir des analyses inexactes ou inédites de sources primaires.
Pour l'améliorer, ajoutez-en, ou placez des modèles {{Source secondaire souhaitée}} ou {{Source secondaire nécessaire}} sur les passages mal sourcés. (décembre 2021)
Après des études rabbiniques à la Yechiva Etz Hayiim et Jews' College à Londres, Fenton obtient sa licence et sa maîtrise d’arabe à l’université de Strasbourg en 1972/1973, avant de poursuivre sa formation d'arabisant à l'université Saint-Joseph de Beyrouth. Il prépare un doctorat ès sciences orientales à l'université de la Sorbonne Nouvelle sous la direction de Georges Vajda (1976). 
Sa carrière dans l'enseignement supérieur débute en 1978 comme tuteur d'arabe à la Faculté d’études orientales à l'université de Cambridge, où il travaille également comme assistant de recherches sur les manuscrits de la guénizah du Caire. Il est maître de conférences de langue et de littérature hébraïques à l'Université Lyon III (1982 à 1992), avant d'être nommé professeur titulaire de littérature juive post-biblique à l'université de Strasbourg (1992-1997). En 1997, il est nommé professeur à l’université de Paris IV, où il devient directeur adjoint de l'UFR d'études arabes et hébraïques, chercheur à l’Institut de recherches pour l’étude des religions de Paris IV et membre du Laboratoire d'études sur les monothéismes (UMR 8584).
En plus de sa fonction, il est également membre du comité scientifique de la Société des études juives, dirige la collection « Études sur le judaïsme médiéval » chez Brill et est membre statutaire du Laboratoire de l’étude des monothéismes au CNRS.
Son enseignement est axé sur la pensée et la littérature hébraïques médiévales et ses rapports avec la littérature arabe. Son champ de recherche couvre la civilisation juive en terre d’islam.
En 2010, il reçoit la médaille Dr. Alexandru Safran pour ses travaux et sa contribution aux études juives. En janvier 2019, il crée le fonds Paul Fenton à l'Institut Européen des Musiques Juives, à partir de sa collection de documents musicaux juifs.

## Son œuvre pour le dialogue interculturel
Cette section ne s'appuie pas, ou pas assez, sur des sources secondaires ou tertiaires indépendantes du sujet. Le texte peut contenir des analyses inexactes ou inédites de sources primaires.
Pour l'améliorer, ajoutez-en, ou placez des modèles {{Source secondaire souhaitée}} ou {{Source secondaire nécessaire}} sur les passages mal sourcés. (décembre 2021)
Depuis 2000, il organise et participe à des conférences à l’université Paris-Sorbonne. Il fait partie du comité organisateur de la rencontre historique de 100 rabbins et imams à Bruxelles en 2005, et participe régulièrement à des rencontres judéo-musulmanes, notamment en Inde et au Sénégal. Il prend aussi part à plusieurs émissions de radio en France, notamment sur France Culture. Étant parfaitement arabophone, il est régulièrement sollicité par des chaînes de télévision de pays arabes, à participer à des débats sur l'actualité.
Il organise plusieurs concerts de musique liturgique juives dans le cadre de l'APAC (Association Pour l'Art Cantorial).

## Publications

### Livres
- The Treatise of the Pool al-Maqâla al-Hawdiyya by ‘Obadyah b. Abraham b.Moses Maimonides, edited for the first time from a manuscript in the Bodleian library, Oxford and Genizah fragments, translated by Paul Fenton with a Preface by Prof. G. Vajda, Londres (The Octagon Press), 1981, xvi + 146 + 27 fols texte judéo-arabe + 3 facs.(2e impression 1995).

- David b. Josué Maïmonide, Al-Murshid ila t-Tafarrud wal-Murfid ila t-Tajarrud, Doctor ad Solitudinem et Ductor ad Simplicitatem, édition du texte judéo-arabe avec une traduction hébraïque annotée, précédée d'une introduction, Jérusalem (université hébraïque de Jérusalem, Société Meqisé Nirdamim), 1987, in-8°, 56 + 114 pages.

- Obadyah et David Maïmonide, deux traités de mystique juive, Paris (Verdier), 1987, in-8°, 335 pages.

- Published Material from Cambridge Genizah Collections : A Bibliography, 1896-1980, edited by S. Reif assisted Paul Fenton, Cambridge, Cambridge University Press, 1989, in-4°, 608 pages.

- A Handlist of Judeo-Arabic Manuscripts in Leningrad, A Tentative Hand-List of Judeo-Arabic Manuscripts in the Firkovic Collections, compiled by P.B. Fenton, Institut Ben-Zvi, Jérusalem, 1991, in-8°, XVI + 152 p. (en hébreu).

- Bibliographie de l’œuvre de Georges Vajda, précédée d'un essai biographique, Louvain-Paris (Collection de la Revue des études juives), 1991, in-8°, 130 p.

- Judah b. Nissim Ibn Malka, Judaeo-Arabic Commentary on the Pirqey Rabbi Eli'ezer with a Hebrew Translation and Supercommentary by Isaac b. Samuel of Acco, edited from MSS by Paul B. Fenton, Jérusalem, 1991, in-8°, 60 p.

- Ibn 'Arabi, La production des cercles, traduit et présenté par Paul Fenton et Maurice Gloton, Paris, (Éditions de l'éclat), 1996, XLVII+46 p.

- Philosophie et exégèse dans le Jardin de la métaphore de Moïse Ibn ‘Ezra, philosophe et poète andalou du XIIe siècle, Leyde (Études sur le Judaisme Médiéval, Brill), 1997, XVI +460 p.
- « De l’arabe à l’hébreu », Encyclopédie philosophique universelle, vol. IV « le discours philosophique », Paris, Presses universitaires de Paris-Sorbonne, 1998, p. 1080-1110.

- Écriture et expérience mystiques dans les religions monothéistes, P. Fenton et R. Gœtschel (éds.), Leyde, Brill, 2000.

- Séfer Yesirah, ou le Livre de la Création, exposé de cosmogonie hébraïque ancienne, Paris, 2002, 135 p.
- Le Commentaire sur le Livre de la Création de Dunash ben Tamîm de Kairouan, G. Vajda et P. Fenton, Paris-Louvain, 2002, 250pp.

- Joseph b. Abraham Ibn Waqâr, Sefer shorshey ha-qabbâlâh, Principles of the Qabbalah, Los Angeles, 2004, 2+194 p.

- Juda Ibn Malka, La Consolation de l’expatrié spirituel, Paris, Éditions de l'éclat, 2008, 189pp.

- Juda al-Harizi, The Book of Pearls, traduction en anglais par P. Fenton, Jérusalem, 2009, 120 p.

- L’Exil au Maghreb, la condition juive sous l’islam 1148-1912, Paris, Presses universitaires de Paris-Sorbonne, 2010, 800 p.

- Le Pogrome de Fès ou le « tritel » 1912, Jérusalem, Centre de recherche français à Jérusalem (CNRS) et Institut Ben Zvi, 360 (franc.)+63 pp (héb.), 2012.

- Exile in the Maghreb, Jews under Islam, Sources and Documents 997-1912, Paul B. Fenton & David G. Littman, New York, Rowman & Littlefield Publishing Group, 2015.

- Samuel Romanelli, Périple en pays arabe, traduit de l'hébreu par Haviva et Paul Fenton, présenté et annoté par Paul Fenton, Paris, Editions de l'éclat, 2019.

- Getzl Selikovitch, Mémoires d'un aventurier juif - Du Shtetl de Lituanie au Soudan du Mahdi, traduit du yiddish par Paul Fenton, présenté et annoté par Paul Fenton, Paris, Editions de l'éclat, 2021.